# Tylko kobieta
Tylko kobieta – trzeci album Renaty Przemyk, wydany w 1994. Album wydało MJM Music PL.

## Lista utworów
| Nr | Tytuł                        | Długość | Twórcy muzyki         |
| -- | ---------------------------- | ------- | --------------------- |
| 1  | Tylko kobieta                | 2:41    | Wojciech Waglewski    |
| 2  | Czekasz i wymyślasz mnie     | 4:06    | Mateusz Pospieszalski |
| 3  | Ten taniec                   | 4:26    | Jan Pospieszalski     |
| 4  | O 7:05                       | 4:28    | Wojciech Waglewski    |
| 5  | Rekwijem                     | 2:55    | Marcin Pospieszalski  |
| 6  | Przejdę skoro wiem           | 3:03    | Janusz Mus            |
| 7  | Zwyczajny handlarz klaserami | 3:39    | Mateusz Pospieszalski |
| 8  | Ty to wiesz                  | 2:30    | Janusz Mus            |
| 9  | Frau                         | 2:31    | Wojciech Waglewski    |
| 10 | Nie kochaj bo kochać         | 4:12    | Wojciech Waglewski    |
| 11 | Ostatni z zielonych          | 2:55    | Mateusz Pospieszalski |

Wszystkie teksty są autorstwa Anny Saranieckiej.
Single
1. „Ten taniec”
2. „Ostatni z zielonych”
3. „Przejdę skoro wiem”

## Muzycy
- Renata Przemyk – śpiew
- Zbigniew Gondek – saksofon barytonowy, saksofon tenorowy
- Piotr Królik – perkusja, instrumenty perkusyjne
- Tomasz Kupiec – kontrabas
- Tadeusz Leśniak – akordeon, melodyka

gościnnie
- Konrad Mastyło – piano
- Mateusz Pospieszalski – saksofon sopranowy
- Wojciech Waglewski – gitara